# Brame (Fluss)
Die Brame ist ein Fluss in Frankreich, der in der Region Nouvelle-Aquitaine verläuft. Sie entspringt im Gemeindegebiet von La Souterraine, entwässert generell in westlicher Richtung, bildet im Mündungsbereich den Wasserfall Saut de la Brame und mündet nach rund  60 Kilometern an der Gemeindegrenze von Thiat und Darnac als rechter Nebenfluss in die Gartempe. Auf ihrem Weg durchquert die Brame die Départements Creuse und Haute-Vienne.

## Orte am Fluss
- Saint-Maurice-la-Souterraine
- Dompierre-les-Églises
- Magnac-Laval
- Dinsac
- Oradour-Saint-Genest
- Thiat
- Darnac